# Bluefish-Höhlen
Die Bluefish-Höhlen (englisch Bluefish Caves) sind drei Höhlen 54 km südwestlich von Old Crow im kanadischen Territorium Yukon. Archäologische Forschungen seit den 1970er Jahren konnten die Anwesenheit von Menschen mindestens bis 8000 v. Chr. nachweisen. Ältere Siedlungsspuren in den Höhlen sind umstritten, werden jedoch vereinzelt im Zusammenhang mit der frühesten Besiedlung Amerikas diskutiert. Zudem brachten die Höhlen zahlreiche Erkenntnisse über die Megafauna und die Vegetationsgeschichte der Region, die rund 25 Jahrtausende umfassen.
Zusammen mit den Vuntut Gwitchin hat die Regierung von Yukon die Höhlen unter Schutz gestellt.

## Lage
Die Bluefish-Höhlen liegen dicht an der Grenze zu Alaska, am Bluefish River, einem Nebenfluss des Porcupine, am Ende der Keele Range. Diese Berggruppe liegt wiederum am Rande der Ogilvie Mountains im Zentrum des Territoriums.

## Entdeckung und Deutung
Die kleinen Höhlen von nur 10 bis 30 m³ Volumen wurden 1975 entdeckt und 1978 bis 1987 unter Leitung des Archäologen an Kanadas Nationalmuseum für Geschichte und Gesellschaft Jacques Cinq-Mars ausgegraben. Das Yukon Beringia Interpretive Centre in Whitehorse stellt die Artefakte aus.
Stratigraphische Untersuchungen zeigten, dass die Höhlen zunehmend Überreste von Birken aufnahmen, ein Anzeichen für einen Wechsel des Pflanzenbewuchses, der in der Region um 12.000 bis 11.500 v. Chr. eintrat. Um 8000 v. Chr. folgten Fichten als vorherrschende Baumart. Diese für die Region typische Abfolge belegt zugleich, dass die Ablagerungsschichten relativ ungestört waren. Nach der letzten Eiszeit breiteten sich in der Region große Seen aus, die heute die Namen Old Crow und Bell tragen. Die umgebende Landschaft ist hügelig und liegt etwa 750 m über dem Meeresspiegel.
Auffällig sind Vogelknochen von mindestens 18 Arten, die z. T. Bearbeitungsspuren aufweisen, die allerdings nur 8.000 Jahre zurückreichen. Dazu kommen ältere Knochen der Megafauna, genauer von Wollhaarmammut (Mammuthus primigenius), Steppenwisent (Bison priscus, engl. Steppe Wisent), Pferd (Equus lambei, auch Yukon horse), Dall-Schaf (Ovis dalli), Karibu (Rangifer tarandus), Elch (Alces alces), Rothirsch (Cervus elaphus), Saiga (Saiga tatarica, eine Art, die vor rund 13.000 Jahren in der Region ausstarb), Moschusochsen (Ovibos moschatus), Löwe, Bär, Cougar (Puma oder Berglöwe) und Wolf. Diese Überreste fanden sich in den oberen Schichten in erheblich geringerem Maß, was auf einen Rückgang der Arten der Megafauna während der Zeit menschlicher Besiedlung hindeutet. Ein Pferd aus Höhle 1 konnte auf ein Alter von etwa 12.900 Jahren datiert werden, ein Mammut auf etwa 15.500 Jahre.
Menschliche Überreste sind nicht gefunden worden, doch weisen Tierknochen, die zum Teil Bearbeitungsspuren aufweisen, auf ihre Gegenwart hin. Solcherlei Spuren fanden sich vor allem in den Höhlen 1 und 2. Ein bearbeiteter Mammutknochen wurde auf 23.500 Jahre datiert, doch ist nicht klar, ob der Knochen nicht sehr viel später gefunden und bearbeitet worden ist. Auch das Schienbein eines Karibus weist Abnutzungsspuren auf; der Knochen selbst wurde auf ein Alter von etwa 24.820 Jahren datiert. Der Leiter der Ausgrabung Cinq-Mars ging davon aus, dass die Höhlen vor rund 25.000 bis 10.000 Jahren sporadisch von Jagdgruppen genutzt worden sind.
Es fanden sich zahlreiche Microblades, winzige Klingen, Abschläge, Stichel, vor allem als noch unfertiges Rohmaterial, also in einem leicht bearbeiteten Zustand. Die meisten von ihnen fanden sich im Eingangsbereich von Höhle 2. Sie lassen sich nur ungefähr anhand der Ablagerungsschichten in der Höhle auf etwa 10.000 bis 8000 v. Chr. datieren. Wenige Artefakte fanden sich in Höhle 1. Sie lassen sich in die Phase datieren, die von der dominierenden Birke gekennzeichnet ist. In Höhle 3 fanden sich wenige Abschläge.
Richard Morlan vom Canadian Museum of Civilization folgte Cinq-Mars 1991 darin, dass die ersten Menschen vor rund 25.000 Jahren in der Region lebten. Zur Annahme von Cinq-Mars würde passen, dass in Ostsibirien nahe der Mündung des Flusses Jana etwa 30.000 Jahre alte Menschenspuren nachgewiesen wurden, was zeitlich zu den Deutungen der Funde in den drei Bluefish-Höhlen passen würde.
2008 erhielt Cinq-Mars, nachdem Grabungen lange an fehlenden Mitteln gescheitert waren, und nachdem er selbst nicht mehr als Kurator arbeitet, Unterstützung von den Vuntut Gwitchin zur Durchführung einer Ausgrabung. Zudem soll in Old Crow ein Dokumentationszentrum oder Museum entstehen. Zu den geplanten Forschungsunternehmen gehört auch die 60 km weiter nördlich gelegene Gwizi Cave.
Neuere Bestätigungen des Fundalters von 24.000 Jahren cal B.P. belegen 2016 die Theorie, nach der die ersten Menschen auf dem amerikanischen Kontinent schon auf dem Höhepunkt der letzten Vereisung nach Beringia eingewandert sind. In der Kombination mit schon bekannten genetischen Daten lässt sich annehmen, dass eine kleine, genetisch isolierte Bevölkerung mit nur rund 1000 bis 2000 Frauen für einige tausend Jahre in Alaska und unmittelbar benachbarten Regionen lebte. Erst gegen 15.000 Jahre cal B.P hätten sich die Menschen dann nach Süden verbreitet, wobei der eisfreie Korridor zwischen den vergletscherten Küstenbergen und dem Laurentidischen Eisschild erst gegen 13.000 cal B.P. passierbar gewesen sein dürfte. Eine Ausdehnung entlang der Küste könnte schon früher erfolgt sein, vielleicht sogar schon um 16.000 cal B.P.

## Dokumentarfilme
- Auf den Spuren der ersten Amerikaner. (Originaltitel: Amérique: la nouvelle histoire des premiers hommes.) TV-Dokumentation in HD von Robin Bicknell (Regie), Kanada / Frankreich 2020, deutsche Synchronfassung für Arte 2023 (permanent abrufbar auf: youtube.com).